# Органова, Полина Михайловна
Поли́на Миха́йловна О́рганова (31 марта 2000, Москва) — российская футболистка, полузащитница клуба «Краснодар».

## Биография
Воспитанница московского клуба «Чертаново», первый тренер — Роман Викторович Езопов. Победительница первенства России среди девушек до 17 лет (2016) в составе сборной Москвы, в финальном матче с командой Краснодарского края (4:0) стала автором двух голов и была признана лучшим игроком своей команды. В составе дубля «Чертаново» в 2017 году стала бронзовым призёром первого дивизиона России и признана лучшим игроком своей команды, а в споре бомбардиров турнира заняла третье место с 20 голами. В 2018 году — серебряный призёр первой лиги и лучшая полузащитница турнира.
В основной команде «Чертаново» дебютировала в высшей лиге России 2 ноября 2017 года в матче против «Енисея». В сезоне 2018 года сыграла 1 матч, а её команда стала серебряным призёром чемпионата России.
В июне 2019 года перешла в клуб «Кубаночка». В составе клуба — бронзовый призёр чемпионата России 2019 года. С 2020 года клуб был преобразован в «Краснодар». В сезоне 2021 года спортсменка стала лучшим бомбардиром «Краснодара», забив 8 (по данным оф. статистики сайта ЖФЛ) голов.
Выступала за сборные России младших возрастов, начиная с 15 лет. Бронзовый призёр Универсиады 2019 года в составе студенческой сборной России, на турнире сыграла 5 матчей и забила 2 гола.